# レストレピア属

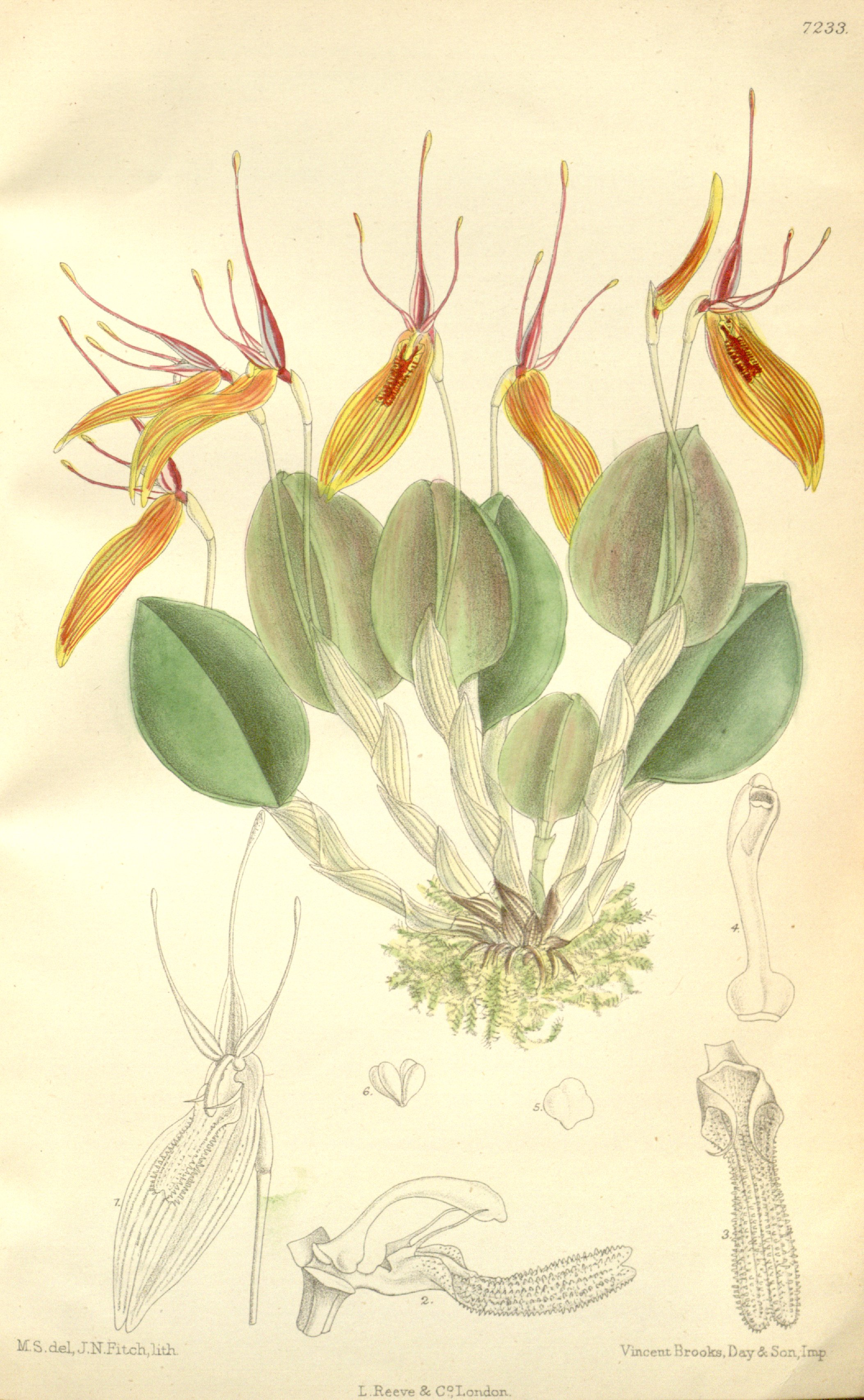
図眼
R. brachypus

レストレピア属 Restrepia はラン科植物の属の1つ。背萼片と側花弁が棍棒状になる変わった形の花をつける。

## 特徴
着生植物。
根本から多数の茎を出し、その先端に葉をつけるが、茎は普通は葉よりかなり長い。茎には扁平になった苞がある。
花は単独に出るか、多数の場合には花序軸がなくて束生する。小花柄は長い。
背萼片と側花弁は細く、その先端が膨らんで棍棒状になっている。側萼片は互いに癒合している。唇弁は他の花被よりずっと短い。また唇弁の側裂片は先が細く糸状となる。
蕊柱は細くて、その基部は多少でも球形に膨らんでおり、ここに唇弁がしっかりと付く。
学名はコロンビアの自然と地理を初めて調査した博物学者であるレストレポ(J. E. Restrepo)の名にちなんでいる。

## 分布と種
メキシコ以南の熱帯アメリカに分布し、アルゼンチンにまで分布がある。山岳の標高の高い雲霧林に生育するものもあるが、より低い地域の乾燥した森林に出現するものもある。約30種が知られる。

## 分類
本属はプレウロタリス属 Pleurothallis に似たもので、背萼片や側花弁が細長い棍棒状になることや花粉塊がこの属では2個であるのに本属では4個である点などで異なる。やはりプレウロタリスに近いレストレピエラ属 Restorepiella は単一の種である R. ophiocephala のみを含み、唇弁に側裂片がないことや茎やその鞘が丸く太い点などが異なる。

## 利用
洋ランとして栽培される場合がある。ただし普及しているものではない。